# Романов Костянтин
Романов Костянтин (1885, Олександрівська волость, Ізюмський повіт, Харківська губернія, Російська імперія (нині смт Олександрівка, Олександрівський район, Донецька область, Україна) — дата смерті невідома) — голова Олександрівської волосної управи Ізюмського повіту Харківської губернії УНР та Української Держави (1918), Ізюмський повітовий земський начальник (1919).

## Біографія
Народився в сім'ї диякона. До призову в армію займався сільським господарством, мав 30 десятин землі. Після звільнення навесні 1918 р. Олександрівської волості Армією УНР, активно підтримав законну владу УНР.
З'їздом землевласників Олександрівської волості 20 квітня 1918 висунутий на посаду голови волосної управи.
Одним із перших кроків Романова на посаді був арешт та порка місцевих більшовиків. Завдяки його зусиллям у волості була відновлена законність, зокрема, на селян, що самовільно засіяли поміщицьку землю накладено «скіпщину» — фактично орендну плату за земля у вигляді «третього снопа». Також Романов спробував організувати загони самооборони.
У листопаді 1918 р., під час антигетьманського повстання, Романов був заарештований повстанцями, однак невдовзі був випущений повстанським отаманом Ковбасою. Тоді повстанці заарештували брата Костянтина і розстріляли його разом із поміщиками Кулішами та кількома іншими особами.
Будинок Романова був зайнятий під «штаб» повстанців.
Зі встановленням на Харківщині білого режиму у 1919 р., Костянтин Романов стає Ізюмським повітовим земським начальником.
Подальша його доля невідома.